# مینگو (آیووا)
مینگو (به انگلیسی: Mingo) شهری در ایالت آیووا کشور ایالات متحده آمریکا است که جمعیت آن در سرشماری سال ۲۰۱۰ میلادی، ۳۰۲ نفر بوده‌است.